# Ray Ozzie

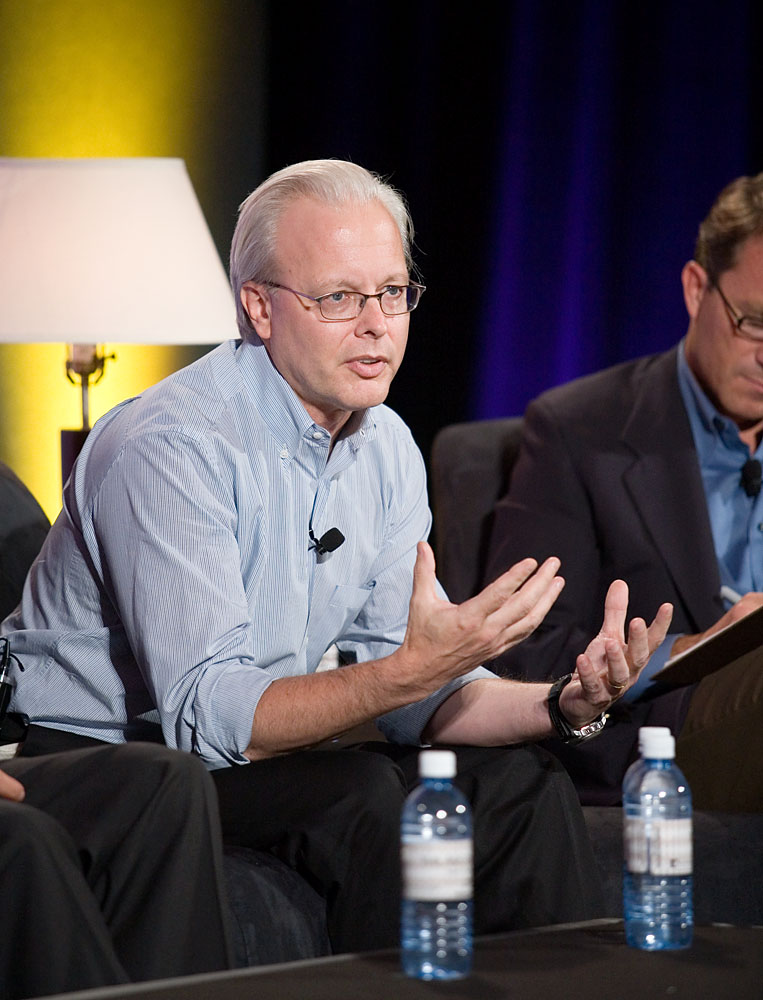
Ray Ozzie op de Web 2.0 Conference

Ray Ozzie (20 november 1955) was Chief Software Architect bij Microsoft. Hij was daarvoor vooral bekend door zijn rol in het creëren van Lotus Notes.
Ozzie groeide op in Chicago, Illinois, verhuisde later naar Park Ridge in Illinois en studeerde daar vanaf 1973 op de Maine South High School, waar hij leerde te programmeren op een GE-400 mainframe.
Hij behaalde in 1979 een graad in computerwetenschap aan de Universiteit van Illinois in Urbana-Champaign, en begon een carrière bij Data General Corporation. Na het verlaten van Data General, werkte Ozzie bij Software Arts voor Dan Bricklin en Bob Frankston, de makers van VisiCalc. Kort daarna werd hij aangeworven door Jonathan Sachs en Mitch Kapor om bij Lotus Development te werken aan de ontwikkeling van wat later Lotus Symphony zou worden. Lotus werd in 1995 overgenomen door IBM, Ozzie bleef daar enkele jaren werken voor hij vertrok naar Groove Networks. Groove werd op haar beurt weer overgenomen door Microsoft in 2005, waar Ozzie een van de drie Chief Technical Officers werd.
Op 15 juni 2006 kreeg Ozzie door Bill Gates de rol van Chief Software Architect toebedeeld.
In oktober 2009 richtte hij FUSE Labs (afgeleid van FUture Social Experiences, 'toekomstige sociale ervaringen') op om binnen Microsoft te kunnen focussen op innovatie rond toekomstige sociale web-ervaringen. Op 19 oktober 2010 werd bekend dat hij "meer tijd met zijn familie door ging brengen", tot die tijd houdt hij zich bezig met de ontwikkeling van Windows Phone 7.

## Bron
1. ↑  Artikel over vertrek Ozzie in Het Parool